# エスケー化研
エスケー化研株式会社（エスケーかけん）は、大阪府茨木市に本社を置く建築用塗料ならびに建材の製造販売をおこなう企業である。1955年創業。

## 会社概要
建築用塗料の大手メーカー。特に外装用に強く、建築仕上げ塗材で国内最大手。装飾用、内装用でも高いシェアを持つ。その他耐火被覆材、断熱材などにも展開している。
塗料メーカーの中では、日本ペイントや関西ペイントと並び、海外展開に積極的な企業としても、その名を知られている。

## 沿革
- 1955年　会社創業。大阪市北区において四国化学研究所を創立し、塗料用廃液溶剤類の蒸留精製、建築用塗料製品の製造販売を始める。
- 1963年　社名を四国化研工業株式会社と改称する
- 1991年 　CI実施。社名を「エスケー化研株式会社」に改称。
- 1994年 　本社移転。 大阪証券取引所JASDAQ市場に上場

## 事業所
- 本社 - 大阪府茨木市中穂積3-5-25
- 東京支社 - 東京都新宿区高田馬場1-31-18 高田馬場センタービル8F・9F
- 大利根工場 - 茨城県常総市菅生町57-1
- 埼玉工場 - 埼玉県加須市南篠崎1-6
- 神奈川工場 - 神奈川県座間市広野台2-3-30
- 名古屋工場 - 愛知県半田市潮干町1-2
- 大阪工場 - 大阪府茨木市南清水町4-5
- 兵庫工場 - 兵庫県加東市河高355-40
- 九州工場 - 福岡県嘉穂郡桂川町吉隈429-26

## 社名の由来
もとの社名、四国化学研究所株式会社の四国（sikoku)より、エスケーとした。